# Świat i życie. Zarys encyklopedyczny współczesnej wiedzy i kultury
Świat i życie. Zarys encyklopedyczny współczesnej wiedzy i kultury – pięciotomowa, ilustrowana, polska encyklopedia ogólna przeznaczona dla młodzieży szkolnej, która wydana została w latach 1933–1939 we Lwowie i Warszawie  .

## Historia
Encyklopedia wydana została we Lwowie przez wydawnictwo Książnica-Atlas. Funkcję redaktora naczelnego pełnił profesor Uniwersytetu Warszawskiego dr Zygmunt Łempicki, a głównym redaktorem była dr Anna Chorowiczowa. Publikację można było prenumerować .
Encyklopedia spotkała się z pozytywnymi recenzjami w przedwojennej prasie, które ukazały się m.in. w Gazecie Polskiej, Kurierze Porannym, Wiadomościach Lekarskich, Rolniku, Polsce Zbrojnej, Nowym Dzienniku i innych. Jej popularność przekroczyła grono docelowych czytelników. Jan Parandowski napisał w Gazecie Polskiej: Znajduje ono czytelników i wielbicieli we wszystkich warstwach i ludzie, którzy oddawna mają wiek szkolny za sobą, lgną do tych obfitych tomów ze zrozumiałą ciekawością .

## Opis
Encyklopedia składa się z dwóch części: tomów I-IV (A-Ż) oraz tomu V (A-Ż). Część pierwsza obejmuje ułożony alfabetycznie wybór "najróżniejszych artykułów z różnych dziedzin życia i nauki". Część druga zawiera krótkie informacje o ważniejszych postaciach, wydarzeniach, miejscowościach i obiektach geograficznych. Jako uzupełnienie tego wydawnictwa redakcja zalecała używanie innych publikacji Książnicy: "Powszechny atlas geograficzny" Eugeniusza Romera oraz "Szkolny atlas historyczny" w opracowaniu Jana Natansona-Leskiego. Wydanych zostało w sumie 5 tomów publikowanych w zeszytach :
- T. 1, A-D, 1278 stron + tablice, czarno-białe i kolorowe, fotografie i rysunki, Lwów-Warszawa, 1933[1] ,
- T. 2, D-K, 1280 stron, 160 kolorowych tablic, Lwów-Warszawa, 1934[3] ,
- T. 3, K-P, 1294 stron, 178 tablic, 2 kolorowe, fotografie i rysunki, Lwów-Warszawa, 1935[4] ,
- T. 4, P-Ż, 1590 stron, tablice kolorowe, fotografie i rysunki, Lwów-Warszawa, 1936[5] ,
- T. 5, A-Ż, 2510 stron, 9. kolorowych tablic, fotografie i rysunki, Lwów-Warszawa, 1939[6] .

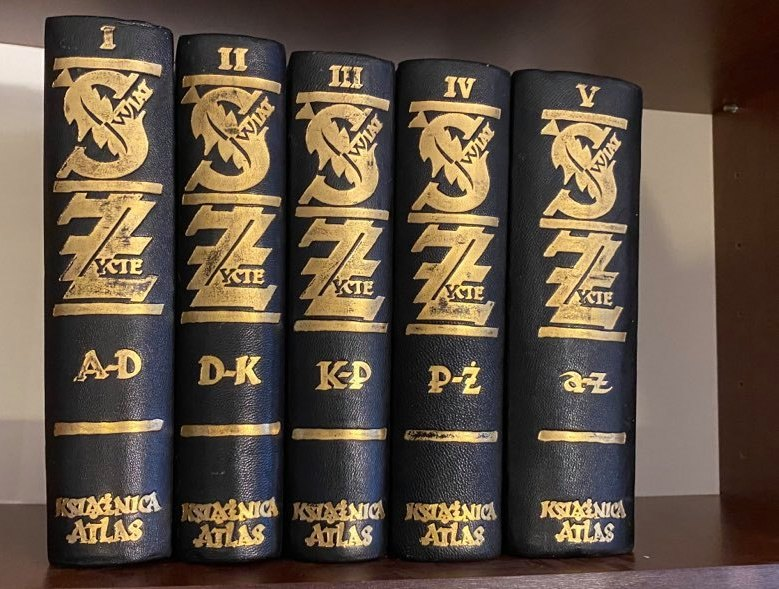
Świat i Życie Zarys encyklopedyczny Współczesnej Wiedzy i Kultury, t. I, II, III, IV, V